# إدارة الأراضي

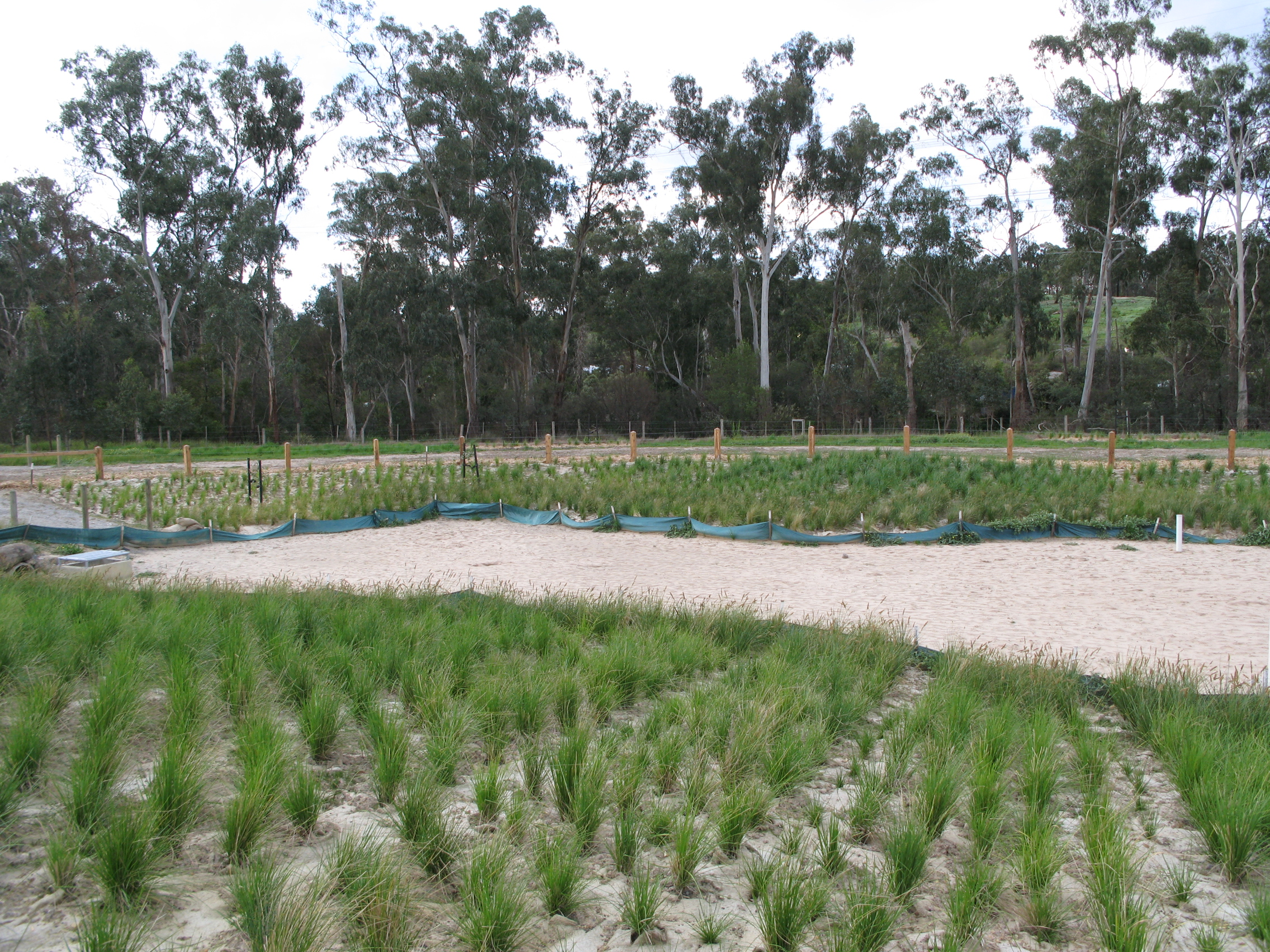
أراضي زراعية في استراليا

إدارة الأراضي هي إدارة استخدام وتنمية موارد الأراضي في البيئات الحضرية والريفية على حد سواء، وهذه الموارد تستخدم في الزراعة العضوية وإعادة تشجير الغابات وإدارة الموارد المائية ومشاريع السياحة البيئية.